# 조규수
조규수(趙圭洙, 1981년 9월 15일 ~ )는 전 KBO 리그 두산 베어스의 투수였다. 현재는 평택시 리틀야구단 감독이다.

## 야구선수 시절
2000년 신인 드래프트에서 한화 이글스의 1차 지명을 받고 입단하였다. 첫 해에 10승 12패를 기록하여 준수한 성적을 올렸으나, 이후에는 하향세를 그리다가 병역비리 사건에도 연루되었다. 2008년에 소집 해제되었으나, 2군을 전전했다. 2009년 11월 16일 김창훈과 함께 두산 베어스의 유격수 이대수를 상대로 트레이드되었다. 트레이드 이후, 잠깐 1군에 모습을 드러냈기도 했으나 2011 시즌 후 방출되었다.

## 출신학교
- 천안남산초등학교
- 천안북중학교
- 천안북일고등학교
- 목원대학교 법학과 01학번